# Marcus Octavius (Volkstribun)
Marcus Octavius war ein römischer Politiker der späten Republik.
Octavius war ein Sohn eines Gnaeus Octavius, wohl des Konsuls von 128 v. Chr., und damit der Bruder des Konsuls von 87 v. Chr., der ebenfalls Gnaeus Octavius hieß. Sein Name ist verbunden mit einem Getreidegesetz (Lex Octavia frumentaria), das er als Volkstribun in einem unbekannten Jahr einbrachte und das ein früheres Gesetz des Gaius Gracchus abänderte. Die Datierung des Tribunatsjahrs ist in der Forschung umstritten. Es wird oft in die letzten beiden Jahrzehnte des 2. Jahrhunderts v. Chr. gesetzt, doch neuere Meinungen datieren es zwischen 99 und 87 v. Chr.
Sein Sohn Gnaeus Octavius wurde 76 v. Chr. Konsul.